# مستقبل تغاير فوقي

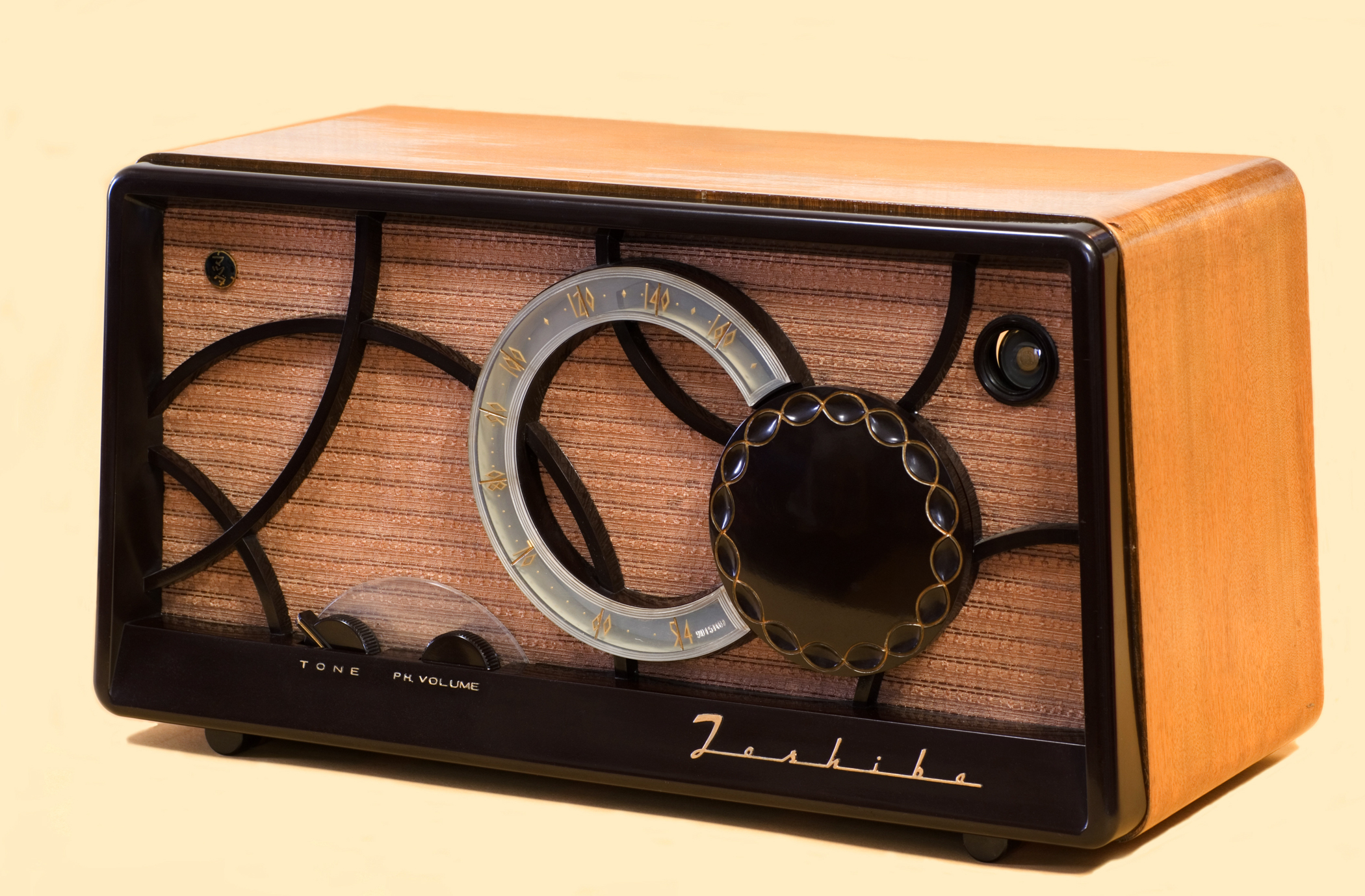
راديو توشيبا نوع 6SC-19 مستقبل تغاير فوقي صنع في اليابان حوالي عام 1955

مستقبل التغاير الفوقي (بالإنجليزية: Superheterodyne receiver، ويختصر في الغالب إلى Superhet)‏ هو أحد أنواع أجهزة الاستقبال الراديوية يستخدم خلاط ترددات إلكتروني لتحويل إشارة مستقبلة إلى تردد وسيط (IF) ثابت يمكن معالجته بطريقة أكثر ملاءمة من تردد الموجة الأصلية الحاملة. وقد اخترعه المهندس الأمريكي إدوين هوارد آرمسترونغ في عام 1918 خلال الحرب العالمية الأولى. جميع أجهزة الراديو الحديثة تقريبا تستخدم مبدأ مستقبل التغاير الفوقي.